# Tarzan Finds a Son!
Tarzan Finds a Son! é um filme estadunidense de 1939 do gênero aventura (na selva), dirigido por Richard Thorpe. Roteiro de Cyril Hume com os personagens de Edgar Rice Burroughs. Foi o quarto filme da série Tarzan da MGM com o ator Johnny Weissmuller. As cenas subaquáticas foram realizadas na Flórida.

## Elenco
- Johnny Weissmuller .... Tarzan
- Maureen O'Sullivan .... Jane
- Johnny Sheffield .... Boy
- Ian Hunter .... Austin Lancing
- Henry Stephenson .... Sir Thomas Lancing
- Frieda Inescort .... Madame Lancing
- Henry Wilcoxon .... Sandee Sande
- Laraine Day .... Madame Richard Lancing
- Morton Lowry .... Richard Lancing
- Cheeta

## Sinopse
Um avião que ia para a Cidade do Cabo levando uma família de aristocratas ingleses, cai na selva. O único sobrevivente da queda é um bebê, que é salvo dos predadores por Cheeta e outros chimpanzés. Cheeta leva o bebê para Tarzan e Jane, que logo descobrem o que aconteceu com seus pais. O casal adota o bebê, com Tarzan dando-lhe o nome de "Boy" (menino). Cinco anos depois, os parentes da criança vão à selva para investigar a queda do avião. Só com as provas das mortes do casal os parentes conseguirão receber a fortuna deixada, bloqueada nos bancos por 20 anos. Tarzan os salva de um ataque de guerreiros selvagens e os leva para sua casa na selva, onde lhes conta o que aconteceu com os ocupantes do avião. Tarzan e Jane não querem ficar sem Boy e não revelam que o garoto era o filho desaparecido mas os visitantes logo percebem e enganam Jane para tentar levar o garoto para a civilização e roubar a fortuna dos pais acidentados.

## Produção
A lacuna de três anos entre este e o Tarzan anterior é devido ao fato de a MGM ter deixado os direitos expirarem, após Tarzan Escapes, pois havia o sentimento de que a série fosse mais lucrativa. O produtor independente Sol Lesser obteve o direito de fazer cinco filmes do Tarzan, mas o primeiro deles, Tarzan's Revenge, foi um fracasso. A responsabilidade foi posta no fato de a audiência não aceitar espontaneamente Glen Morris no papel já consagrado por Johnny Weissmuller (Lesser tinha sido incapaz de obter Weissmuller por ele estar sob contrato da MGM). Ironicamente, tal fato abriu os olhos da MGM para a aquisição contínua de Weissmuller no papel de Tarzan, e negociaram o interesse de Lesser nos próximos três filmes, reiniciando a série.
Originalmente, o filme foi chamado Tarzan in Exile. Como se tratava de uma história onde o casal das selvas adotava uma criança, o nome foi trocado para “Tarzan FINDS a Son”. Tarzan e Jane tiveram que "adotar" um filho, pois o código da época não permitiu que eles tivessem uma criança natural (como o personagem Korak, nos livros de Burroughs), uma vez que não eram "legalmente" casados.
Esse era para ser o último filme de Maureen O'Sullivan como Jane, havendo a previsão de cena da morte da personagem. O'Sullivan estava doente e cansada de seu papel. A reação prévia da cena de morte, porém, foi bastante negativa, e no último momento houve a mudança e Jane sobrevive a um ferimento de lança.
Frente aos fatos de Tarzan e Jane não terem filho em 1936 (a data de seu filme anterior) e que este filme ocorreu cinco anos após Boy ter sido encontrado, a data do filme estaria entre 1941 e 1944. Tais datas criaram conflitos com incidentes nos filmes subsequentes, que ocorreram durante a Segunda Guerra Mundial.
No filme, Boy é o herdeiro da fortuna dos Greystoke. No livro de Burroughs, Tarzan é que era o Lord Greystoke.